# Pouteria austin-smithii
Pouteria austin-smithii là một loài thực vật thuộc họ Sapotaceae. Đây là loài đặc hữu của Costa Rica.